# In the Ruins
In The Ruins — дебютный студийный альбом московской группы Armaga. Записан в 2008—2009 годах, выпущен 7 сентября 2009 года на лейбле Irond Records. Презентация прошла в Санкт-Петербурге 30 октября на праздновании Хеллоуина, и позже в Москве — 15 ноября. Автор музыки и большинства текстов на альбоме — гитарист Андрей Васюнин. В некоторых песнях соавторами текстов стали бывшие вокалисты Armaga — Dart Scarsson и Demether Grail. Альбом получил ряд положительных отзывов со стороны слушателей и критиков, а в декабре того же года возглавил десятку лучших альбомов 2009 года, по версии ведущего российского металл — журнала Dark City.

## Список композиций[2]
1. Time Has Come (2:24)
2. In The Ruins (3:27)
3. Fear Is Near (3:01)
4. The Left Manor (4:09)
5. Phantom (2:45)
6. Poisoned (3:48)
7. Human Plant (3:21)
8. Black River (3:35)
9. Shadows (4:14)
10. Time Has Gone (2:40)

Полное время альбома: 33:23
Номер в каталоге : CD 09-1632

## Над альбомом работали
- Ян Соболевский — вокал
- Андрей Васюнин — гитары, клавиши
- Евгений Щетинов — бас
- Евгений Кришталь — барабаны
- Илья Лукашев — звукорежиссёр

Оформление: Pablo The Elephant (ART-s-KILL)

## Награды
- По итогам 2009 года журнала Dark City, альбом занял 5 место в номинации «Лучший российский альбом», а сама группа победила в номинации «Открытие года в России».[4]